# Ligne de Bourges à Miécaze
La ligne de Bourges à Miécaze est une ligne de chemin de fer française orientée globalement nord-sud. Elle constitue une liaison radiale secondaire entre la région Centre et le Cantal, à proximité d'Aurillac, et était desservie quotidiennement par un train express de nuit direct Paris-Bourges-Montluçon-Aurillac.
Elle constitue la ligne 695 000 du réseau ferré national.
La partie la plus septentrionale, entre Bourges et Montluçon, accueille encore du trafic et pourrait dans l'avenir être desservie par TGV (projet POCL). 
En revanche, le reste de la ligne est désaffecté. Ainsi, la section allant de Montluçon à Eygurande (nord-est de la Corrèze) a survécu jusqu'en 2008, date à laquelle elle a été fermée en raison du mauvais état de la voie. En raison de la construction du barrage de Bort-les-Orgues et de la mise en eau du lac, la voie étant recouverte par les eaux, la section d'Eygurande - Merlines à Bort-les-Orgues a été transférée sur route en 1950 ; une petite portion a été réaménagée en sentier de randonnée. Enfin, le tronçon de Bort-les-Orgues à Miécaze (sud-ouest du Cantal), isolé, a connu un lent dépérissement qui a provoqué le remplacement en 1994 des autorails omnibus par des autocars, la ligne étant désormais exploitée par des activités touristiques (voie verte, vélorail de Mauriac et pédalorail du pays de Salers).

## Histoire

### Concession et construction de la ligne
À la suite de la déconfiture financière de la Compagnie du chemin de fer Grand-Central de France, son démantèlement est organisé en 1857 au profit de la Compagnie du chemin de fer de Paris à Orléans et de la constitution de la Compagnie des chemins de fer de Paris à Lyon et à la Méditerranée. Dans ce cadre, la Compagnie du chemin de fer de Paris à Orléans reçoit à titre complémentaire, notamment la concession à titre définitif d'une ligne « de Bourges à Montluçon » par la convention signée le 11 avril 1857 avec le ministre des Travaux publics. Cette convention est approuvée par décret le 19 juin 1857.
La section entre Eygurande - Merlines et Vendes, embranchement d'une ligne de Clermont-Ferrand à Tulle, est déclarée d'utilité publique par décret impérial le 19 juin 1868. Un décret impérial du 30 avril 1870 prescrit son adjudication. La concession du « chemin de fer de Clermont-Ferrand à Tulle, avec embranchement sur Vendes » est adjugée par une loi le 3 août 1872. La ligne est concédée à Messieurs Narjot de Toucy, comte de Constantin, comte de Besenval, baron Sichel van Meerdervoort et Foriel de Bisschop pour une durée de 99 ans. Cet ensemble est racheté par l'État selon les termes d'une convention signée le 16 avril 1877 entre le ministre des Travaux publics et la Compagnie du chemin de fer de Clermont à Tulle. Cette convention est approuvée par une loi le 18 mai 1878.
La loi du 17 juillet 1879 (dite plan Freycinet) portant classement de 181 lignes de chemin de fer dans le réseau des chemins de fer d’intérêt général retient en no 93 une ligne « d'Issoudun à Bourges par Saint-Florent », en no 102 une ligne de « Felletin à Bort, par Ussel » et en no 104, une ligne de « Montluçon à Eygurande par ou près Évaux et Auzances ».
La section d'Eygurandes-Merlines à Vendes est cédée par l'État à la Compagnie du chemin de fer de Paris à Orléans (PO) par une convention signée entre le ministre des Travaux publics et la compagnie le 28 juin 1883. Cette convention est approuvée par une loi le 20 novembre suivant. La convention comporte de plus la concession à titre définitif des sections de « Mauriac à la ligne d'Aurillac à Saint-Denis-lez-Martel » et de « Montluçon à Eygurande », ainsi que la concession à titre éventuel de la section de « Mauriac à Vendes ».
La Compagnie du chemin de fer de Paris à Orléans obtient par une convention signée avec le Ministre des travaux publics le 17 juin 1892 la concession à titre définitif d'une ligne à voie métrique de « Gouttières à Létrade » et à titre éventuel d'une ligne à voie normale d'Ussel à Bort qui formerait des branches affluentes à la ligne de Bourges à Miécaze. Cette convention a été entérinée par une loi le 20 mars 1893. La ligne de Gouttières à Létrade n'a pas été réalisée, et sa concession est annulée par une convention signée entre le ministre des Travaux publics et la compagnie le 20 février 1913. Cette convention est approuvée par une loi le 7 juillet 1913. Le projet de ligne d'Ussel à Bort, parallèle à la section d'Eygurande - Merlines à Bort, n'a pas non plus été réalisé.

### Déraillement d'un train Aurillac - Paris
Le 4 mai 1940, à 1 h 20 du matin, le train express Aurillac - Paris déraille entre les gares de Vallon-en-Sully et Urcay, à la limite de l'Allier et du Cher provoquant la mort de 33 personnes. L'accident est causé par un effondrement du remblai dû aux fortes crues du Cher.

### Fermetures progressives de la ligne au sud de Montluçon
À la suite de la construction et de la mise en service du barrage de Bort-les-Orgues en 1952, la section non noyée entre Eygurande et Bort (PK 421,000 à 435,200) est déclassée par décret le 12 novembre 1954. Celle entre Singles et Bort (partie noyée sous les eaux du barrage) est déclassée par décret le 26 juillet 1973.
- Fermeture de la section de Bort-les-Orgues à Mauriac par décision de RFF le 9 mars 2000. Cette fermeture a été annulée par décision du Conseil d'État le 3 décembre 2003[14].
- Retranchement de Bort-les-Orgues à Mauriac (PK 454,121 à 495,415) par décret le 12 février 2001[15]. Ce retranchement a été annulé par décision du Conseil d'État le 3 décembre 2003[16].

La section entre Montluçon et Eygurande-Merlines est fermée le 1er mars 2008, pour raisons de vétusté.
Le 5 juillet 2014 au soir, la gare d'Eygurande - Merlines est fermée aux circulations en même temps que le tronçon entre Laqueuille et Ussel qui est situé à cheval sur les lignes d'Eygurande - Merlines à Clermont-Ferrand et du Palais à Eygurande - Merlines par lequel elle était encore desservie.
Un projet de voie verte concerne la section Montluçon - Évaux-les-Bains, même si un entrepreneur du Puy-de-Dôme défend l'idée d'une utilisation pour le transport de marchandises.

### Modernisation de la ligne entre Bourges et Montluçon
En 2023, des travaux de modernisation de la ligne sont menés entre Bourges et Montluçon. Ces travaux consistent non seulement à rénover les voies, les traverses et les rails (Renouvellement Voie Ballast), mais aussi à retrouver des vitesses décentes (110, voire 140 km/h sur la section à double voie jusqu'à Saint-Florent-sur-Cher). Financés par les régions Centre-Val de Loire (50 millions d'euros) et Auvergne-Rhône-Alpes (35 millions d'euros), ils nécessitent l'interruption de toutes les circulations voyageurs (et donc leur remplacement par des autocars de substitution) et devraient se terminer en octobre 2024.

## Exploitation
La section jusqu'à Montluçon est toujours empruntée par des trains TER Centre-Val de Loire reliant Vierzon à Montluçon à partir du shunt de Marmagne, à l'ouest de Bourges, mais également par des TER effectuant la liaison entre Bourges et Montluçon. Ces deux relations permettent d'atteindre Paris-Austerlitz par correspondance avec des Intercités.
La relation directe entre Paris-Austerlitz et Montluçon a disparu au changement de service 2019, le 9 décembre 2018. Depuis cette date, une correspondance à Bourges est nécessaire. Même si trois rames Régiolis ont été achetées par l'État pour 30 millions d'euros pour les deux liaisons directes, elles sont restreintes à la portion de Bourges à Montluçon :
- elles ne peuvent rouler qu'à 160 km/h sur des sections parcourables à 200 km/h ;
- elles sont sous-capacitaires pour une utilisation entre Bourges et Paris ;
- selon la direction régionale SNCF Centre-Val de Loire, il faudrait plus de trois rames pour assurer les deux allers-retours[22].

Néanmoins, l'utilisation de ce matériel neuf permet de gagner dix minutes de trajet par rapport aux compositions Corail + locomotive.

## En images

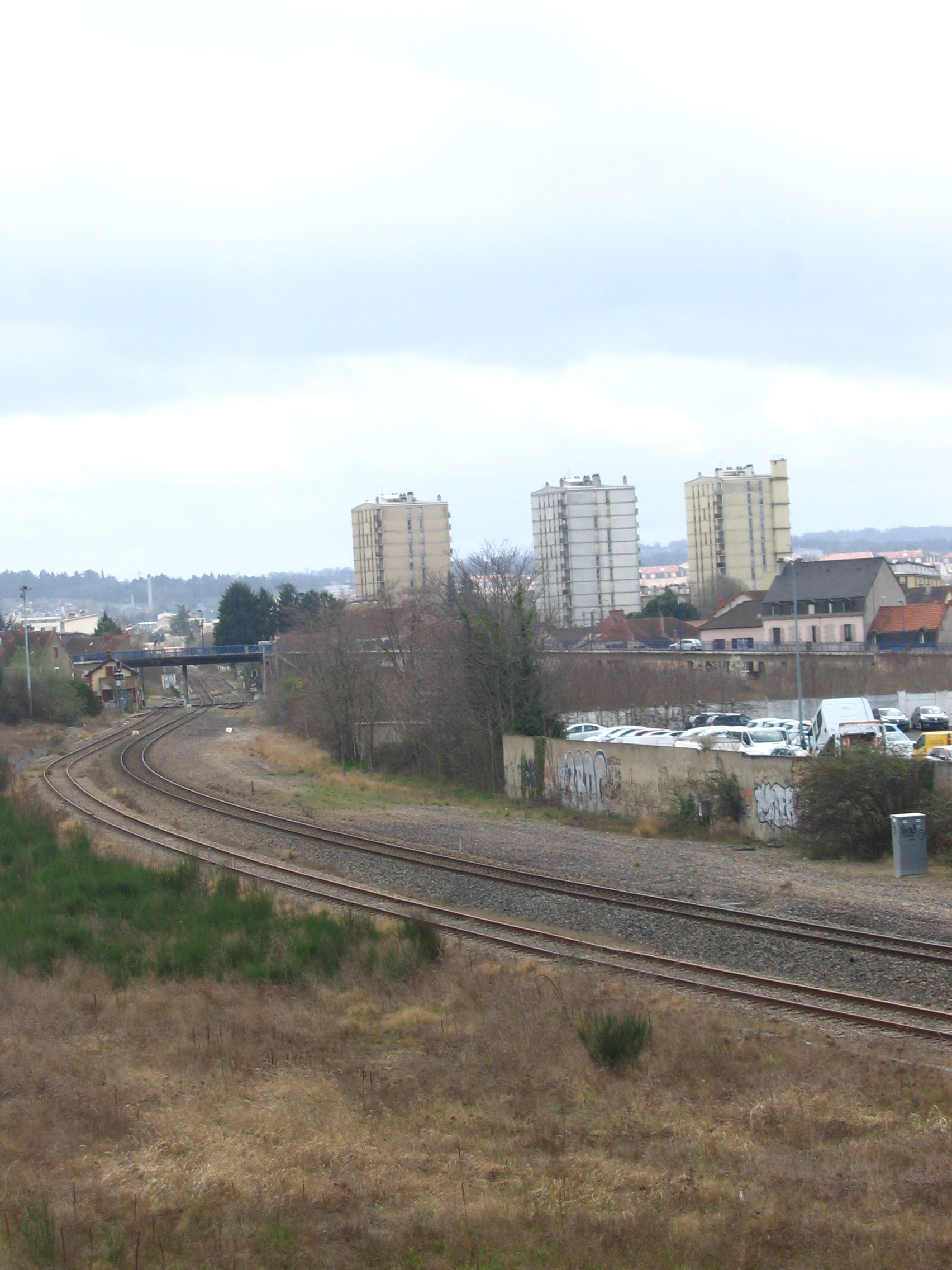
Arrivée à Montluçon, depuis le nord.
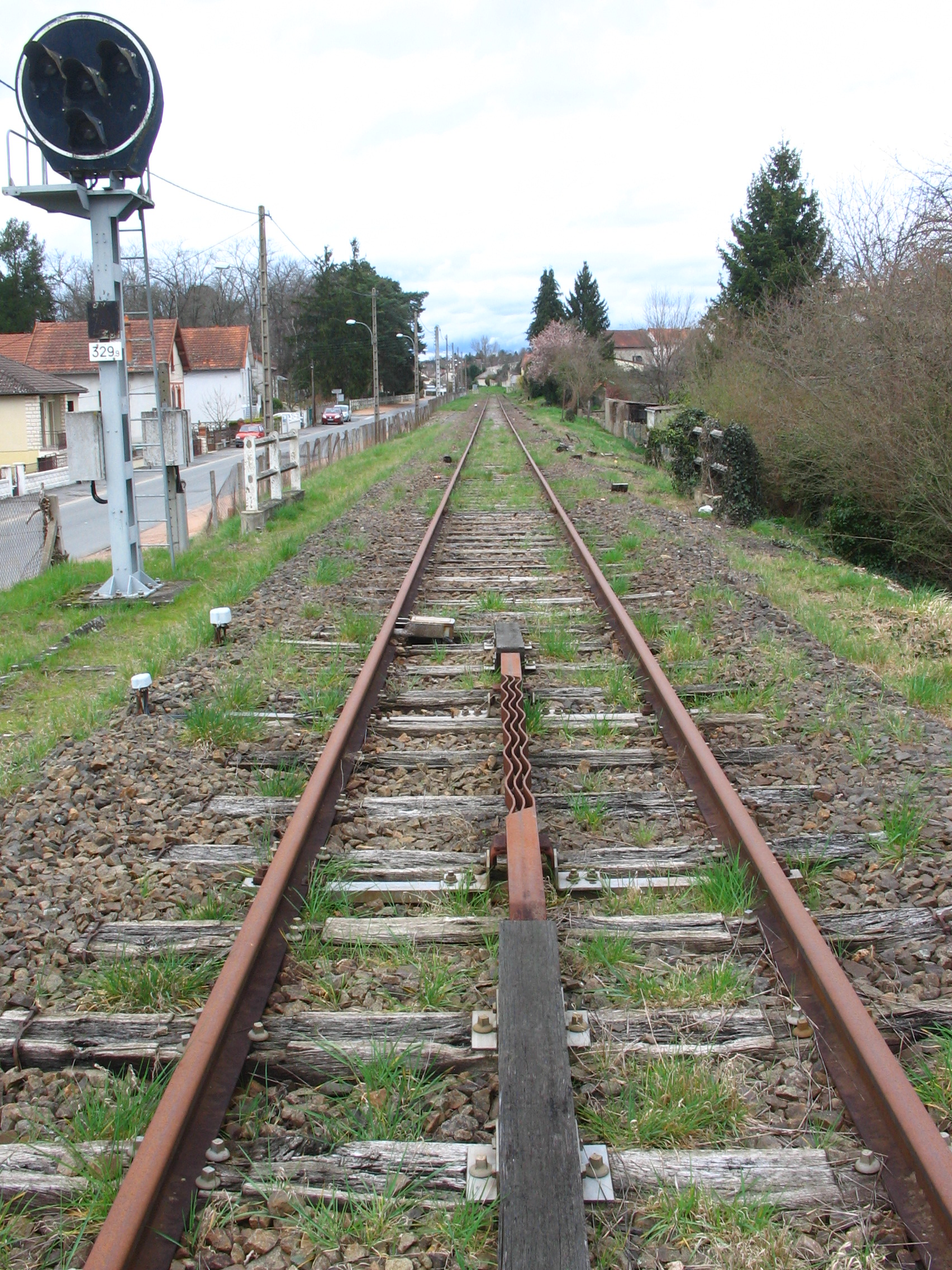
Installations hors d'usage, quelques kilomètres au sud de la gare de Montluçon.
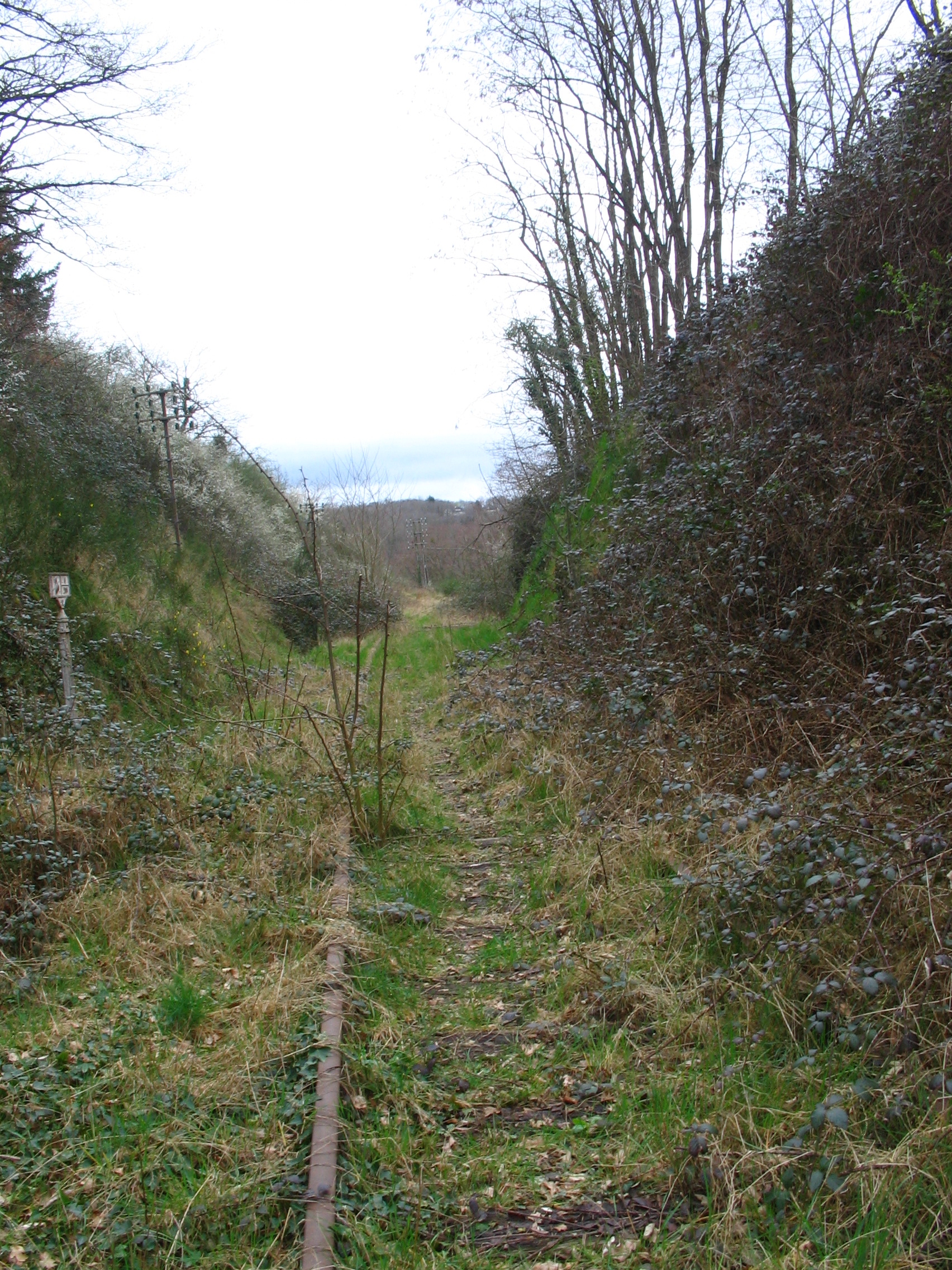
État de la ligne en 2015, à la sortie de Montluçon.
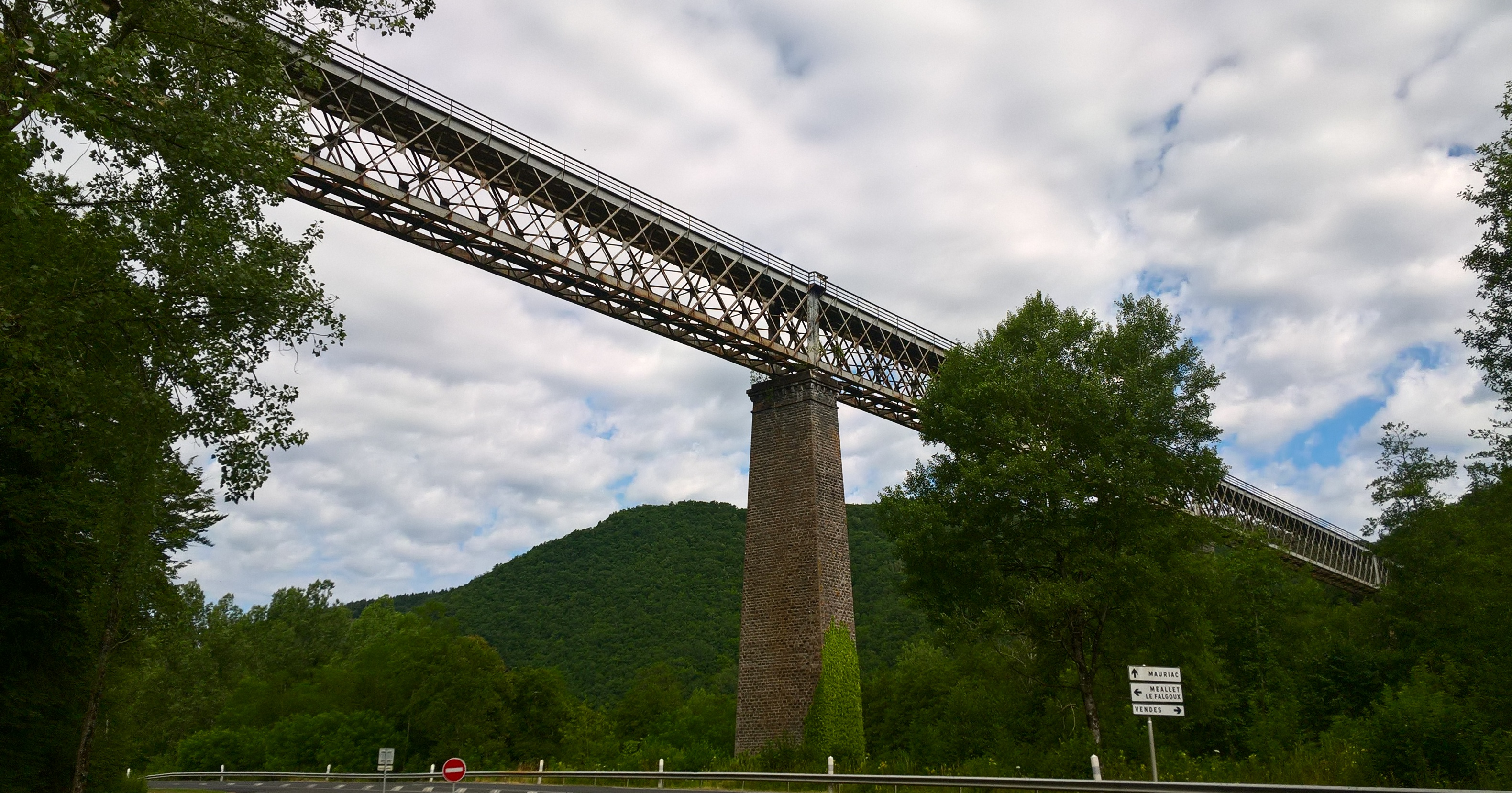
Le viaduc de la Sumène, dans le Cantal.
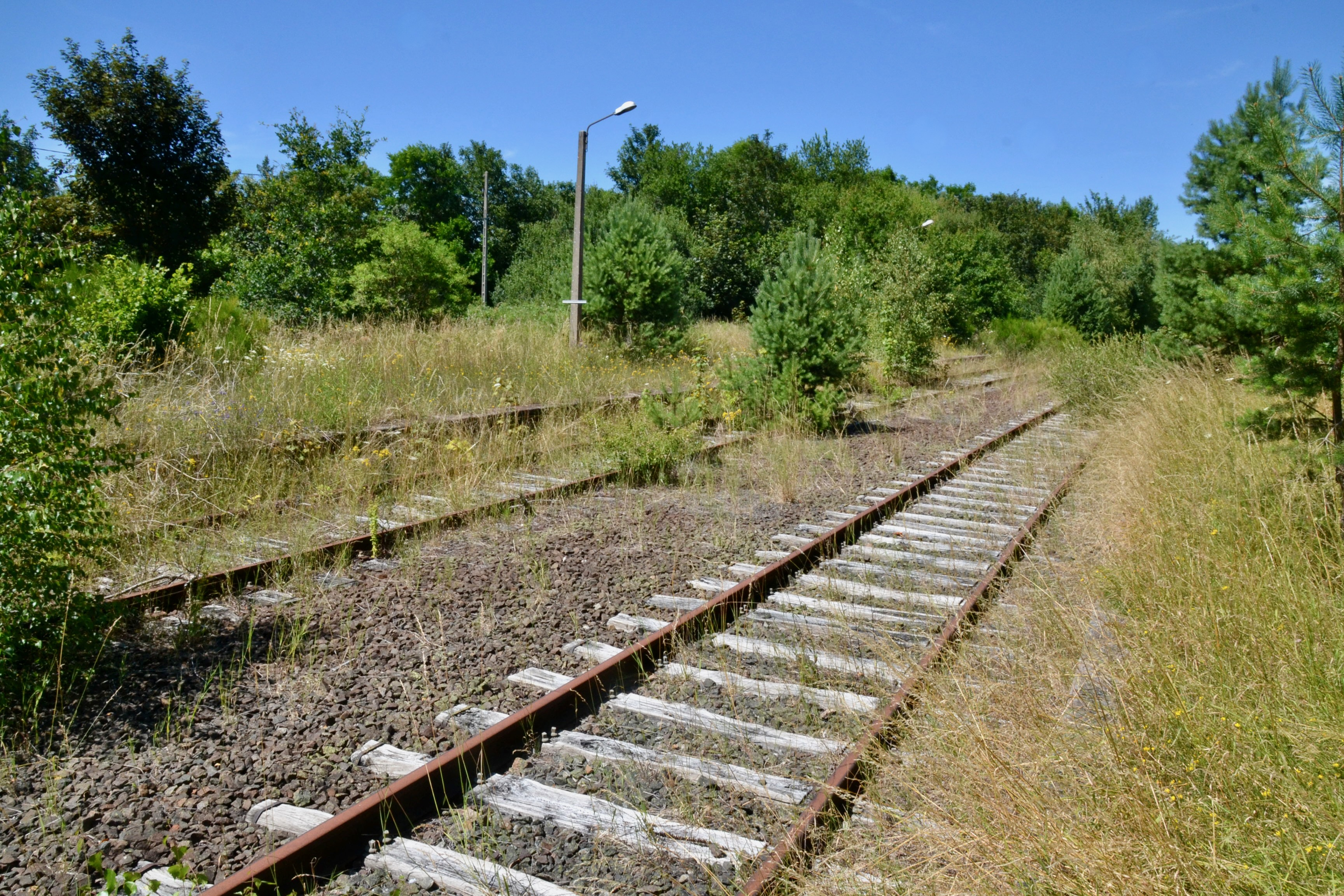
Voie abandonnée en gare de Létrade, à Mérinchal (Creuse).